# Petar Škuletić
Petar Škuletić (in serbo Петар Шкулетић?; Nikšić, 29 giugno 1990) è un ex calciatore serbo, di ruolo attaccante.

## Carriera

### Club
L'8 luglio 2009 il Partizan lo cede agli austriaci del LASK per 200.000 euro.

## Palmarès

### Club

#### Competizioni nazionali
- Coppa di Russia: 2

Lokomotiv Mosca: 2014-2015, 2016-2017